# 联合国安全理事会第23号决议
联合国安理会23号决议是于1947年4月18日在联合国安全理事会第131次会议上通过的。该决议是关于希腊问题的，以9票赞成，2票弃权通过。
决议决定在希腊和北部诸国边境地区留下一个辅助调查团，接替原调查团的职能。辅助调查团的团员由调查团的团员以一对一的方法委托任命。